# رالف دوسن
رالف دوسن (بالإنجليزية: Ralph Dawson)‏ هو مونتير أمريكي، ولد في 18 أبريل 1897 في ويستبورو (ماساتشوستس) في الولايات المتحدة، وتوفي في 15 نوفمبر 1962 في هوليوود في الولايات المتحدة.

## وصلات خارجية
- رالف دوسن على موقع IMDb (الإنجليزية)
- رالف دوسن على موقع ألو سيني (الفرنسية)
- رالف دوسن على موقع أول موفي (الإنجليزية)
- رالف دوسن على موقع قاعدة بيانات الأفلام السويدية (السويدية)
- رالف دوسن على موقع قاعدة بيانات الفيلم (الإنجليزية)
- رالف دوسن على موقع كينوبويسك (الروسية)